# Ampelisca agassizi
Ampelisca agassizi is een vlokreeftensoort uit de familie van de Ampeliscidae. De wetenschappelijke naam van de soort is voor het eerst geldig gepubliceerd in 1896 door Judd.